# خالد چلقی
خالد چلقی (انگلیسی: Khalid Chalqi؛ زادهٔ ۲۸ آوریل ۱۹۷۱) بازیکن فوتبال اهل مراکش است.
از باشگاه‌هایی که در آن بازی کرده‌است می‌توان به باشگاه فوتبال اونیائو، باشگاه فوتبال ناوال، باشگاه فوتبال لو آور، و باشگاه فوتبال تورکی یونایتد اشاره کرد.